# 成俊 (朝鮮)
成俊（：／，1436年—1504年），字時佐，朝鮮王朝中期文臣。本貫昌寧成氏。
1456年通過司馬試，1459年式年文科丙科第一名及第。1469年任世子侍講院弼善、司贍寺僉正、大司諫，1479年任全羅道觀察使，1481年任吏曹參議、右副承旨、左副承旨，後任右承旨、刑曹參判、同知中樞府事。1484年任漢城府右尹、京畿道觀察使，後任刑曹判書兼世子侍講院左賓客。1488年任大司憲、刑曹判書兼右參贊。1490年以聖節使的身份出使明朝。
1491年任永安道節度使、北征副元帥，征伐道內的野人女真。1498年任右議政。1499年，討伐三水郡的野人女真。
1500年任左議政，與領議政韓致亨、右議政李克均上書勸阻燕山君的亂政，但沒有成功。1503年，兼任世子師。甲子士禍時，受到成宗妃尹氏被廢事件的牽連，成俊被流放稷山（今忠清南道天安市），並被絞死。
中宗反正後被平反，諡明肅。